# Simning vid världsmästerskapen i simsport 2024 – Damernas 200 meter fjärilsim
Damernas 200 meter fjärilsim vid världsmästerskapen i simsport 2024 avgjordes mellan den 14 och 15 februari 2024 i Aspire Dome i Doha i Qatar.
Brittiska Laura Stephens tog guld efter ett lopp på 2 minuter och 7,35 sekunder. Silvret togs av danska Helena Rosendahl Bach och bronset togs av bosniska Lana Pudar.

## Rekord
Inför tävlingens start fanns följande världs- och mästerskapsrekord:
|                   | Namn              | Nation     | Tid     | Ort          | Datum           |
| ----------------- | ----------------- | ---------- | ------- | ------------ | --------------- |
| Världsrekord      | Liu Zige          | Kina       | 2.01,81 | Jinan, Kina  | 21 oktober 2009 |
| Mästerskapsrekord | Jessicah Schipper | Australien | 2.03,41 | Rom, Italien | 30 juli 2009    |

## Resultat

### Försöksheat
Försöksheaten startade den 14 februari klockan 10:34.
| Placering | Heat | Bana | Namn                  | Nationalitet            | Tid     | Noteringar |
| --------- | ---- | ---- | --------------------- | ----------------------- | ------- | ---------- |
| 1         | 1    | 4    | Helena Rosendahl Bach | Danmark                 | 2.09,21 | 0Q0        |
| 2         | 2    | 4    | Laura Stephens        | Storbritannien          | 2.09,31 | 0Q0        |
| 3         | 1    | 5    | Ma Yonghui            | Kina                    | 2.09,50 | 0Q0        |
| 4         | 3    | 6    | Rachel Klinker        | USA                     | 2.09,85 | 0Q0        |
| 5         | 3    | 5    | Boglárka Kapás        | Ungern                  | 2.09,99 | 0Q0        |
| 6         | 2    | 3    | Park Su-jin           | Sydkorea                | 2.10,28 | 0Q0        |
| 7         | 2    | 5    | Dalma Sebestyén       | Ungern                  | 2.10,34 | 0Q0        |
| 8         | 3    | 4    | Lana Pudar            | Bosnien och Hercegovina | 2.11,05 | 0Q0        |
| 9         | 3    | 3    | María José Mata       | Mexiko                  | 2.11,08 | 0Q0        |
| 10        | 2    | 6    | Anja Crevar           | Serbien                 | 2.11,63 | 0Q0        |
| 11        | 2    | 2    | Amina Kajtaz          | Kroatien                | 2.11,78 | 0Q0        |
| 12        | 1    | 6    | Quah Jing Wen         | Singapore               | 2.11,86 | 0Q0        |
| 13        | 3    | 2    | Kamonchanok Kwanmuang | Thailand                | 2.11,97 | 0Q0        |
| 14        | 2    | 1    | Laura Lahtinen        | Finland                 | 2.12,06 | 0Q0        |
| 15        | 1    | 3    | Georgia Damasioti     | Grekland                | 2.12,09 | 0Q0        |
| 16        | 3    | 7    | Mariana Pacheco       | Portugal                | 2.12,59 | 0Q0        |
| 17        | 1    | 1    | Zuzanna Famulok       | Polen                   | 2.13,20 |            |
| 18        | 3    | 1    | Mok Sze Ki            | Hongkong                | 2.13,76 |            |
| 19        | 2    | 7    | Paula Juste Sánchez   | Spanien                 | 2.14,25 |            |
| 20        | 1    | 2    | Ella Jansen           | Kanada                  | 2.14,77 |            |
| 21        | 3    | 0    | Julimar Ávila         | Honduras                | 2.16,32 |            |
| 22        | 3    | 8    | Ana Nizharadze        | Georgien                | 2.22,35 |            |
| 23        | 2    | 0    | Inana Soleman         | Syrien                  | 2.23,21 |            |
| 24        | 2    | 8    | Lia Ana Lima          | Angola                  | 2.23,83 |            |
| 25        | 1    | 8    | Amaya Bollinger       | Guam                    | 2.38,33 |            |
| –         | 1    | 7    | Maria Fernanda Costa  | Brasilien               | 0DNS0   | 0DNS0      |

### Semifinaler
Semifinalerna startade den 14 februari klockan 20:16.
| Placering | Heat | Bana | Namn                  | Nationalitet            | Tid     | Noteringar |
| --------- | ---- | ---- | --------------------- | ----------------------- | ------- | ---------- |
| 1         | 2    | 4    | Helena Rosendahl Bach | Danmark                 | 2.07,45 | 0Q0        |
| 2         | 1    | 5    | Rachel Klinker        | USA                     | 2.07,70 | 0Q0        |
| 3         | 1    | 4    | Laura Stephens        | Storbritannien          | 2.07,97 | 0Q0        |
| 4         | 2    | 3    | Boglárka Kapás        | Ungern                  | 2.08,48 | 0Q0        |
| 5         | 2    | 5    | Ma Yonghui            | Kina                    | 2.08,73 | 0Q0        |
| 6         | 2    | 6    | Dalma Sebestyén       | Ungern                  | 2.09,14 | 0Q0        |
| 7         | 1    | 3    | Park Su-jin           | Sydkorea                | 2.09,22 | 0Q0        |
| 8         | 1    | 6    | Lana Pudar            | Bosnien och Hercegovina | 2.09,42 | 0Q0        |
| 9         | 1    | 2    | Anja Crevar           | Serbien                 | 2.10,23 |            |
| 10        | 1    | 7    | Quah Jing Wen         | Singapore               | 2.10,31 |            |
| 11        | 2    | 2    | María José Mata       | Mexiko                  | 2.11,17 |            |
| 12        | 2    | 1    | Kamonchanok Kwanmuang | Thailand                | 2.12,14 |            |
| 13        | 1    | 8    | Mariana Pacheco       | Portugal                | 2.12,52 |            |
| 14        | 2    | 8    | Georgia Damasioti     | Grekland                | 2.13,07 |            |
| 15        | 2    | 7    | Amina Kajtaz          | Kroatien                | 2.13,14 |            |
| 16        | 1    | 1    | Laura Lahtinen        | Finland                 | 2.14,12 |            |

### Final
Finalen startade den 15 februari klockan 19:02.
| Placering | Bana | Namn                  | Nationalitet            | Tid     | Noteringar |
| --------- | ---- | --------------------- | ----------------------- | ------- | ---------- |
| 1         | 3    | Laura Stephens        | Storbritannien          | 2.07,35 |            |
| 2         | 4    | Helena Rosendahl Bach | Danmark                 | 2.07,44 |            |
| 3         | 8    | Lana Pudar            | Bosnien och Hercegovina | 2.07,92 |            |
| 4         | 5    | Rachel Klinker        | USA                     | 2.08,19 |            |
| 5         | 2    | Ma Yonghui            | Kina                    | 2.08,77 |            |
| 6         | 6    | Boglárka Kapás        | Ungern                  | 2.08,81 |            |
| 7         | 7    | Dalma Sebestyén       | Ungern                  | 2.09,80 |            |
| 8         | 1    | Park Su-jin           | Sydkorea                | 2.10,09 |            |